# Werner Mölders
 (juin 2024).
Werner Mölders est un militaire allemand de la Seconde Guerre mondiale, né le 18 mars 1913 à Gelsenkirchen (province de Westphalie) et mort le 22 novembre 1941 à Breslau (aujourd’hui Wrocław en Pologne).
Officier de la Luftwaffe, il a été un des principaux as de la chasse aérienne, notamment pendant les batailles de France et d’Angleterre, et sur le front de l’Est en Union soviétique.
Il devient inspecteur de la chasse aérienne mais, peu après, meurt accidentellement dans la première année du conflit germano-soviétique, en étant appelé à se rendre à Berlin pour assister aux funérailles du général de la Luftwaffe Ernst Udet, lequel venait de se suicider.

## Biographie

### Avant la Seconde Guerre mondiale
Werner Mölders désirait depuis toujours devenir soldat. Après avoir réussi son baccalauréat (Abitur), il s'engagea à 17 ans dans la Reichswehr, l'armée allemande à l’époque de la république de Weimar. Sur soixante candidats de son âge, seuls trois furent retenus, dont Mölders. Il effectua d'abord une formation pour devenir officier du génie. Lorsque l’armée de l’air allemande fut recréée de manière non officielle (pour ne pas contredire les termes du traité de Versailles), Mölders se porta volontaire pour intégrer celle-ci, car voler faisait aussi partie de ses rêves d'enfant.
Lors d'une visite médicale, il fut jugé inapte au vol, mais, après un second examen, il fut déclaré apte avec des restrictions. Il effectua ensuite sa formation de pilote à l'école de pilotage civil de Cottbus et obtint son brevet en tant que major de promotion.
En 1935, Mölders fut admis dans la Luftwaffe qui venait d’être créée de manière officielle par Hitler et on lui attribua alors le brevet de pilote de cette nouvelle armée. On lui demanda ensuite de mettre sur pied, en collaboration avec des officiers plus âgés, une escadrille de bombardiers en piqué. En 1937, Mölders, alors lieutenant (Oberleutnant), prit la tête d'un groupe d'une escadrille de chasse (I/JG334) stationnée à Wiesbaden.
Mölders se porta ensuite volontaire pour faire partie de la Légion Condor durant la guerre d'Espagne. Le 25 mai 1938, il reprit le commandement de l'escadrille de Messerschmitt d'Adolf Galland. Avec quatorze victoires aériennes, Mölders devint le pilote de la guerre d'Espagne le plus titré. À 25 ans, il fut nommé capitaine (Hauptmann) et on lui attribua la croix d'Espagne en or avec brillants.

### Seconde Guerre mondiale
Au début de la Seconde Guerre mondiale, Mölders était Staffelkapitän (chef d'escadrille) du 1/JG-53 « As de pique ». En octobre 1939, il eut pour mission de constituer le 3e groupe du JG 53 à Wiesbaden-Erbenheim et d'effectuer des missions de surveillance des frontières. 

#### Bataille de France
Après sept victoires aériennes, Mölders obtint en avril 1940 la croix de fer de 1re classe et, fin mai 1940 à l’issue des trois premières semaines de la bataille de France, il fut le premier pilote de chasse allemand, après vingt victoires aériennes, à obtenir des mains du Reichsmarschall Hermann Göring la croix de chevalier de la croix de fer. Son groupe de chasse avait alors déjà abattu 81 appareils ennemis.
Quelques jours plus tard, le 5 juin, Mölders fut abattu par le pilote français René Pomier Layrargues pilotant un Dewoitine D 520 : le Français fut néanmoins tué quelques instants plus tard par un autre pilote allemand, dans la suite du même combat aérien. Mölders fut fait prisonnier par l'armée française et rejoignit le millier d’autres aviateurs allemands en détention. Pressentant une victoire allemande totale, le gouvernement britannique demanda au gouvernement français de lui livrer ses prisonniers pour les interner au Canada, mais le gouvernement français refusa. Une semaine après l’armistice du 22 juin 1940, le 30 juin, Mölders et ses camarades purent réintégrer leurs unités en Allemagne. Beaucoup d'entre eux participèrent ensuite à la bataille d'Angleterre.

#### Bataille d’Angleterre
Promu Major (commandant), Mölders prit la tête de la JG 51 le 20 juillet 1940. Cette escadre portait alors le poids principal de la bataille d'Angleterre. Le 21 septembre suivant, Mölders fut crédité de sa 40e victoire. Il était de ce fait le premier pilote de chasse de la Seconde Guerre mondiale à atteindre ce nombre et fut le deuxième soldat de la Wehrmacht à obtenir les « feuilles de chêne » pour sa croix de chevalier de la croix de fer. Son escadrille était à cette époque la plus efficace de la Luftwaffe. À peine six mois plus tard il obtint sa 60e victoire aérienne. En novembre 1940 il fut nommé Oberstleutnant (lieutenant-colonel). Göring voulait nommer Mölders « chef des pilotes de chasse », mais ce dernier refusa.

#### Opération Barbarossa (invasion de l’Union soviétique)
Juste avant le début de la campagne de Russie son escadrille fut transférée à la frontière orientale de l'Allemagne et lorsque Hitler attaqua l'Union soviétique, Mölders jubila : « Une guerre immense est en cours et je suis fier d'être au centre des actions de combat avec mon escadrille ».

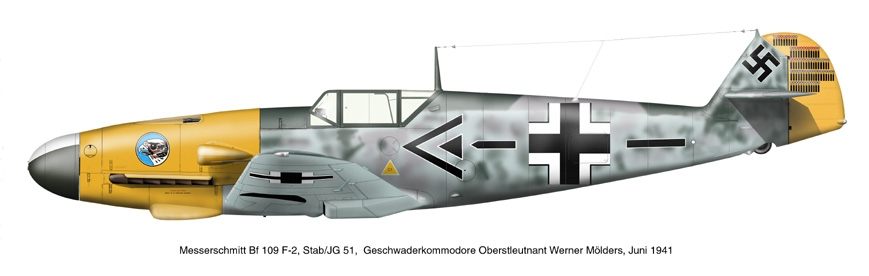
Le Messerschmitt BF109-F2 (de la JG 51) de Mölders en juin 1941.

Durant la première journée de cette campagne, Mölders vainquit quatre ennemis en combat aérien ce qui lui valut d'obtenir, en tant que deuxième soldat de la Wehrmacht, après Adolf Galland, les « glaives » pour sa croix de chevalier de la croix de fer avec feuilles de chêne. Ce fut sa 72e victoire. Son escadre totalisait ce même jour 96 victoires, ce qui démontrait les qualités de ses pilotes mais également la faiblesse de l'ennemi. En outre, il fut amené à effectuer des missions d'appui tactique au service des troupes au sol, opérations ponctuelles au cours desquelles il détruisit 8 chars soviétiques et de nombreux objectifs au sol.
Un mois plus tard, le 15 juillet, après quatre nouvelles victoires dans la même journée, il obtint sa 101e victoire et fut décoré, en tant que premier soldat de la Wehrmacht, avec la croix de chevalier de la croix de fer avec feuilles de chêne, glaives et brillants. Peu de temps après il fut nommé Oberst (colonel) à l'âge de 28 ans et il fut interdit de vol de combat. Il totalisait alors 115 victoires. Ensuite il fut nommé General der Jagdflieger (inspecteur de la chasse, qui n’est pas un grade de général) et fut muté au ministère de l'Aviation à Berlin.

### Mort accidentelle
Durant une visite d'inspection sur le front de l'Est, dans le cadre de sa nouvelle fonction, Mölders apprit le suicide du général, ancien pilote de chasse et héros de la Première Guerre mondiale Ernst Udet : il reçut l'ordre de se rendre à Berlin pour assister à ses obsèques. Le moteur gauche du Heinkel He 111 qui devait le ramener dans la capitale allemande le 22 novembre 1941 tomba en panne près de Breslau (aujourd'hui Wrocław). Le pilote tenta alors un atterrissage forcé, mais lors de l'approche sur l'aérodrome de Breslau-Schöngarten, le moteur droit tomba également en panne et le bombardier s'écrasa brutalement.

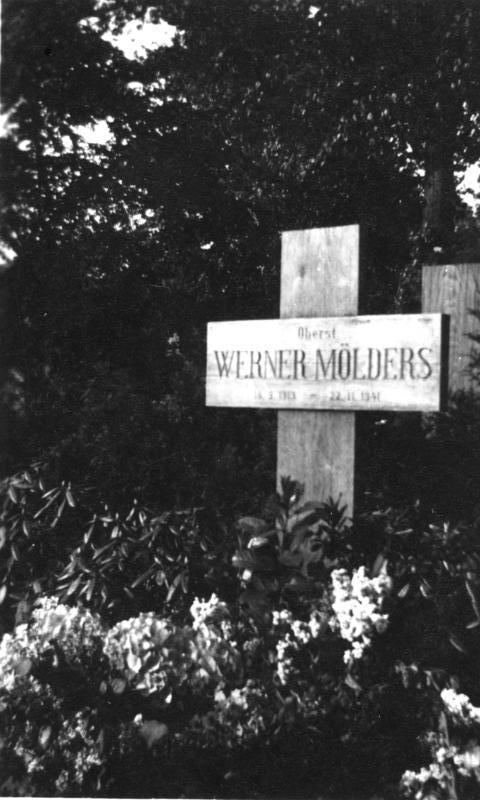
La tombe de Mölders en 1941.

Le colonel Mölders ainsi que le lieutenant Georg Kolbe furent tués lors de cet accident. Son aide de camp et le radio survécurent.
Le 28 novembre 1941, il fut enterré au cimetière des Invalides à Berlin, aux côtés d'Ernst Udet et de l’as de la première guerre mondiale Manfred von Richthofen (alias le Baron Rouge), à l'issue d'une cérémonie officielle à laquelle assistèrent Göring et le Führer en personne.
Son ancienne unité, le JG 51, fut alors nommée à titre honorifique « Jagdgeschwader Mölders ».

## Promotions
| 1er octobre 1931 : | Fahnenjunker-Gefreiter (caporal)                      |  |
| 1er avril 1932 :   | Fahnenjunker-Unteroffizier (sergent)                  |  |
| 1er juin 1933 :    | Fähnrich (aspirant)                                   |  |
| 1er février 1934 : | Oberfähnrich (aspirant « confirmé »)                  |  |
| 1er mars 1934 :    | Leutnant (sous-lieutenant),                           |  |
| 20 avril 1936 :    | Oberleutnant (lieutenant), effectif le 1er avril 1936 |  |
| 18 octobre 1938 :  | Hauptmann (capitaine), effectif le 1er octobre 1938   |  |
| 19 juillet 1940 :  | Major (commandant)                                    |  |
| 25 octobre 1940 :  | Oberstleutnant (lieutenant-colonel)                   |  |
| 20 juillet 1941 :  | Oberst (colonel)                                      |  |

## Décorations
- Médaille de service de la Wehrmacht 4e classe (2 octobre 1936)[6].
- Médaille de la campagne 1936-1939 (Espagne, 4 mai 1939)[7].
- Médaille militaire (Espagne) (4 mai 1939)[7].
- Croix d'Espagne en or avec glaives et brillants (6 juin 1939)[7].
- Insigne de combat de la Luftwaffe pour pilote de chasse en or et diamants[8].
- Insigne des blessés :
  - en noir[8].
- Insigne de pilote-observateur en or avec diamants (août 1940)[4].
- Croix de fer (1939) :
  - 2e classe (20 septembre 1939)[7] ;
  - 1re classe (2 avril 1940)[7].
- Croix de chevalier de la croix de fer avec feuilles de chêne, glaives et brillants :
  - croix de chevalier le 29 mai 1940 en tant que Hauptmann et Gruppenkommandeur du III./JG 53[9],[10] ;
  - 2es feuilles de chêne le 21 septembre 1940 en tant que Major et Geschwaderkommodore de la JG 51[9],[11] ;
  - 2es glaives le 22 juin 1941 en tant que Oberstleutnant et Geschwaderkommodore de la JG 51[9],[12] ;
  - 1ers brillants le 15 juillet 1941 en tant que Oberst et Geschwaderkommodore de la JG 51[9],[13].
- Mentionné 11 fois dans le bulletin quotidien radiophonique de l'armée Wehrmachtbericht.

## Hommages
En 1968, les États-Unis cédèrent à la Bundesmarine trois destroyers. On leur attribua des noms d'officiers du 3e Reich, Rommel, Lütjens et Mölders. Le Mölders fut en service de 1969 à 2003. Depuis le 24 juin 2005 il est la pièce maîtresse du musée de la marine allemande à Wilhelmshaven (Deutsches Marinemuseum Wilhelmshaven).
Le 9 novembre 1972 la caserne du 34e régiment de transmissions de Visselhövede reçut aussi le nom de "Mölders".
Depuis le 22 novembre 1973, l'escadrille de chasse no 74 (Jagdgeschwader 74) stationnée à Neubourg sur le Danube portait également le nom de "Mölders".
Mais en janvier 2005 le ministère de la défense d'Allemagne décida que des installations de la Bundeswehr ne devaient plus porter le nom de Mölders. Cette décision faisait suite à une demande, effectuée par le parti de la gauche PDS, de mettre en application une loi promulguée lors du 60e anniversaire du bombardement de Guernica par le parlement allemand qui stipule que les membres de la Légion Condor ne devaient plus être honorés.
Divers membres de la Bundeswehr, dont le premier commandant du destroyer « Mölders », protestèrent contre cette décision en argumentant que Mölders n'avait pas participé à l'attaque contre Guernica et que, de par son orientation plutôt chrétienne, ses liens avec le national-socialisme furent plutôt très minces.
Une pétition de protestation qui circulait au sein du JG 74 a dû être arrêtée à la suite de pressions du ministère et, malgré les protestations d'hommes politiques régionaux, le Jagdgeschwader 74 « Mölders » a été renommé le 11 mars 2005 en Jagdgeschwader 74.